# Friedrich Boehm (Landrat)
Friedrich Boehm (* 5. Juli 1834 in Danzig; † 6. August 1906 in Elend) war ein deutscher Rittergutsbesitzer und Landrat im Kreis Schrimm und Landrat im Landkreis Altenkirchen (Westerwald).

## Leben
Boehm wurde als Sohn eines Kaufmanns und dänischen Konsuls geboren und besuchte nach Privatunterricht in Freienwald und Abitur am Gymnasium in Halle die Universitäten in Bonn, Tübingen und Berlin. Er studierte Rechts- und Kameralwissenschaften und wurde 1853 Mitglied der Bonner Burschenschaft Frankonia. 1856 war er am Appellationsgericht in Arnsberg, 1858 Gerichtsreferendar, 1859 Regierungsreferendar bei der Regierung in Koblenz und wurde 1864 auf eigenes Ersuchen aus dem Staatsdienst entlassen. Er war Rittergutsbesitzer in Wierzkowo (Provinz Posen), ab 1871 Landrat im Kreis Schrimm und ab 1882 kommissarischer, ab 1883 endgültiger Landrat im Landkreis Altenkirchen (Westerwald). 1890 wurde er Geheimer Regierungsrat und 1902 auf eigenes Ersuchen entlassen.